# 프라타단시도니아
프라타단시도니아(이탈리아어: Prata d'Ansidonia)는 이탈리아 아브루초주 라퀼라도에 있는 코무네이다.